# Llibre de la Vida

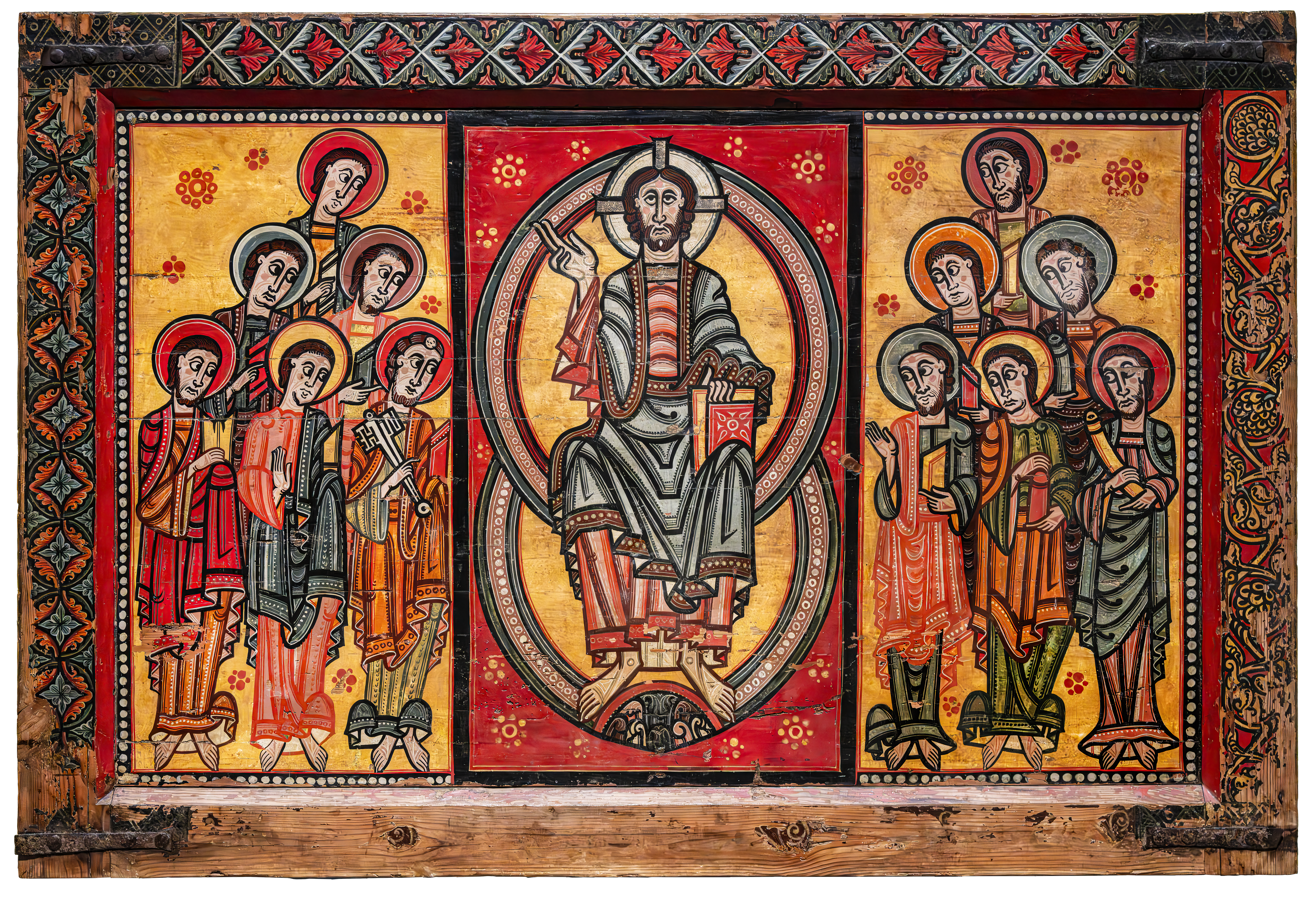
Maiestas Domini amb el Llibre de la Vida a la mà esquerra. Frontal de la Seu d'Urgell o dels Apòstols, Museu Nacional d'Art de Catalunya.

El Llibre de la vida és un llibre mític usat tant a l'Antic com en el Nou Testament.

## Origen
L'origen del Llibre de la Vida, s'ha de buscar a Babilònia. Sembla que fou adoptat pels jueus sota la influència de Babilònia en els temps de l'exili. Les llegendes de Babilònia parlen de les Taules del Destí, a més de les taules de les transgressions, pecats i malifetes, de les malediccions i insults, d'una persona que hauria de ser "llançat a l'aigua", és a dir, a ser esborrada.

## Antic Testament
En el text d'Èxode 32: 32, Moisès li demana a Jahvè que se'l tregui del llibre. Aquí es considera que en el llibre de la vida, s'inscriuen els que estan en vida, en contraposició als que moren o estan morts. Semblant podria ser el sentit del llibre de Salms 69:28, en què el salmista demana que els seus enemics siguin esborrats del llibre de la vida.
Diferent significat presenta el llibre de Daniel on es parla del llibre de la vida com el registre dels que es salvaran. En el Llibre d'Henoc presenta un simbolisme semblant.

## Nou Testament
En el nou testament novament trobem el llibre com un registre dels que han vençut al mal i se salven, concretament en l'Epístola als Filipencs.
Però sobretot en el llibre de l'Apocalipsi, on es diu que en aquest llibre hi figuren, des de la creació del món, el nom dels que s'han de salvar, i acaba afirmant: 
- "Tots els que no es trobin escrits en el Llibre de la Vida foren llançats al llac de foc" (Apocalipsi 20, 15).

L'anyell és qui té el llibre, motiu pel qual en nombroses obres es representa Crist portant el llibre de la vida. És constant, per exemple, en les representacions del Pantocràtor o de la Maiestas Domini. També és una imatge molt usada per designar els noms que estan escrits en el cel.